# Time of the Season
"Time of the Season" is een nummer van de Britse band The Zombies. Het nummer verscheen op hun album Odessey and Oracle uit 1968. In maart van dat jaar werd het uitgebracht als de tweede single van het album.

## Achtergrond
"Time of the Season" is geschreven door toetsenist Rod Argent en geproduceerd door de gehele band. Alhoewel het later een van de bekendste nummers van de band zou worden, was het niet de eerste keus om als single van het album te worden uitgebracht. De eerste single die werd uitgebracht was het niet-commerciële "Butcher's Tale (Western Front 1914)", waarvan platenlabel Columbia dacht dat het aan zou slaan als anti-oorlogsnummer, een populaire trend in de tijd van de Vietnamoorlog. Vervolgens drong A&R-vertegenwoordiger Al Kooper aan om "Time of the Season" als single uit te brengen, maar dit werd eveneens geen succes. Latere singles flopten ook voordat "Time of the Season" opnieuw als single werd uitgebracht. Opvallend genoeg gebeurde dit aan het begin van 1969, toen de band al een jaar uit elkaar was.
Pas bij de heruitgave van "Time of the Season" werd het een grote hit. In de Verenigde Staten bereikte het de derde plaats in de Billboard Hot 100 en de eerste plaats in de Cashbox-lijst. In Canada werd het eveneens een nummer 1-hit. Het bereikte desondanks, ondanks meerdere heruitgaven, nooit de hitlijsten in het Verenigd Koninkrijk. In Nederland kwam de single tot de twaalfde plaats in de Top 40 en de veertiende plaats in de Parool Top 20.
"Time of the Season" is gecoverd door onder meer America, Argent (met Rod Argent), Pino D'Angiò, Big Blue Missile met Scott Weiland, Kurt Elling met Cassandra Wilson, Sage Francis, The Guess Who, Dave Matthews Band, Tommy Shaw met Jack Blades en Jake Shimabukuro. Het is tevens gebruikt in een aantal films en televisieseries om aan te geven in welke tijd het zich afspeelt. 1969, Awakenings, A Walk on the Moon en Riding the Bullet spelen zich af in 1969, The Conjuring in 1971 en All the Money in the World in 1973. Daarnaast is het gebruikt in twee afleveringen van South Park tijdens flashbacks naar de Vietnamoorlog.

## Hitnoteringen

### Nederlandse Top 40
| Hitnotering: 08-03-1969 t/m 19-04-1969 | Hitnotering: 08-03-1969 t/m 19-04-1969 | Hitnotering: 08-03-1969 t/m 19-04-1969 | Hitnotering: 08-03-1969 t/m 19-04-1969 | Hitnotering: 08-03-1969 t/m 19-04-1969 | Hitnotering: 08-03-1969 t/m 19-04-1969 | Hitnotering: 08-03-1969 t/m 19-04-1969 | Hitnotering: 08-03-1969 t/m 19-04-1969 | Hitnotering: 08-03-1969 t/m 19-04-1969 |
| Week                                   | 1                                      | 2                                      | 3                                      | 4                                      | 5                                      | 6                                      | 7                                      |                                        |
| -------------------------------------- | -------------------------------------- | -------------------------------------- | -------------------------------------- | -------------------------------------- | -------------------------------------- | -------------------------------------- | -------------------------------------- | -------------------------------------- |
| Positie                                | 38                                     | 27                                     | 20                                     | 12                                     | 14                                     | 23                                     | 29                                     | uit                                    |

### Parool Top 20
| Hitnotering: 29-03-1969 t/m 05-04-1969 | Hitnotering: 29-03-1969 t/m 05-04-1969 | Hitnotering: 29-03-1969 t/m 05-04-1969 | Hitnotering: 29-03-1969 t/m 05-04-1969 |
| Week                                   | 1                                      | 2                                      |                                        |
| -------------------------------------- | -------------------------------------- | -------------------------------------- | -------------------------------------- |
| Positie                                | 16                                     | 14                                     | uit                                    |

### NPO Radio 2 Top 2000
| Nummer met noteringen in de NPO Radio 2 Top 2000 | '99  | '00 | '01 | '02  | '03  | '04 | '05 | '06 | '07 | '08 | '09 | '10  | '11  | '12  | '13  | '14  | '15  |
| ------------------------------------------------ | ---- | --- | --- | ---- | ---- | --- | --- | --- | --- | --- | --- | ---- | ---- | ---- | ---- | ---- | ---- |
| Time of the Season                               | 1294 | -   | 827 | 1353 | 1136 | 734 | 710 | 762 | 903 | 809 | 843 | 1135 | 1264 | 1352 | 1412 | 1442 | 1981 |

1. ↑  Een '-' betekent dat het nummer niet was genoteerd en een vetgedrukt getal geeft de hoogste notering aan.
2. ↑  Deze tabel is bijgewerkt tot en met de laatste editie (2024).